# Maravilla (Metro de Los Ángeles)
Maravilla es una estación en la línea E del Metro de Los Ángeles y es administrada por la Autoridad de Transporte Metropolitano del Condado de Los Ángeles. La estación se encuentra localizada en East Los Angeles, California entre la Tercera Calle y Ford Boulevard. La estación Maravilla fue inaugurada en 2009 como parte de la extensión a Eastside de la línea Oro. Fue transferida a la Línea E en 2014 y leugo a la Línea E en 2023 cuando se completo el proyecto Conector Regional en el centro de Los Ángeles. 

## Conexiones de autobuses
- Metro Local: 256
- Montebello Bus Lines: 40
- El Sol

## Puntos de interés
- Iglesia La Luz Del Mundo
- Santuario De Nuestra Señora De Guadalupe